# 阮秉
阮秉（越南语：／；1852年—？年），越南阮朝官員。

## 生平
阮秉是乂安省英山府南壇縣春柳總春湖社（今屬乂安省南壇縣春和社）人，嗣德五年（1852年）出生。同慶三年（1888年），阮秉參加乂安場鄉試，考中舉人。成泰元年（1889年），阮秉會試中格，庭試考中副榜。後任知縣。